# Erni Orgelbau
Erni Orgelbau ist ein über mehrere Generationen bestehendes und in Stans, Schweiz ansässiges Familienunternehmen, das im Orgelbau tätig ist.

## Orgelbaumeister
- Erwin Erni I. (1907–2000) erlernte das Orgelbauhandwerk bei Franz Gattringer in Rorschach und verschiedenen anderen Schweizer Orgelbaufirmen. Von 1956 bis zu seinem Pensionsantritt war er bei Orgelbau Kuhn in Männedorf beschäftigt. Er verfügte über umfangreiches Wissen betreffend die Pneumatik bei Orgeln, das er an seinen Sohn Erwin Erni weitergab.
- Erwin Erni II. (* 1956) erlernte den Orgelbau ebenfalls bei Orgelbau Kuhn. Er machte sich 1981 als Orgelbauer in Stansstad selbständig. Anfangs unterstützte ihn sein Vater, ab 1982 arbeitete er mit einem Schreiner bzw. Tischler zusammen. 1990 bezog er in Stans ein eigenes Werkstattgebäude.
- Erwin Ferdinand Erni III. (* 1985) begann 2002 eine Lehre als Orgelbauer bei Armin Hauser in Kleindöttingen. Er ging nach Abschluss der Lehre für einige Monate nach Liverpool, wo er bei Henry Willis & Sons als Orgelbauer eine Weiterbildung erhielt. Ab 2008 arbeitete er im Familienbetrieb mit und ist mit Konstruktion und Planung der Orgeln befasst. 2016 übernahm Erwin III. die Geschäftsleitung des Unternehmens.

## Werkliste (Auswahl)
| Jahr | Ort               | Gebäude                  | Bild | Manuale | Register | Bemerkungen |
| ---- | ----------------- | ------------------------ | ---- | ------- | -------- | ----------- |
| 1984 | Rotkreuz          | Unsere liebe Frau        |      | I       | 4        | → Orgel     |
| 1984 | Gersau            | St. Marzellus            |      | I       | 6        | → Orgel     |
| 1985 | Büren an der Aare | St. Katharina            |      | II/P    | 11       | → Orgel     |
| 1991 | Brunnen SZ        | Theresienkirche          |      | II/P    | 19       | → Orgel     |
| 1991 | Stans             | St. Peter und Paul       |      | I       | 3        | → Orgel     |
| 1993 | Ingenbohl         | Schwesternheim           |      | I/P     | 3        | → Orgel     |
| 1994 | Kehrsiten         | St. Maria in Linden      |      | II/P    | 10       | → Orgel     |
| 1996 | Capriasca         | Kapuzinerkloster Bigorio |      | I/P     | 7        | → Orgel     |
| 2001 | Engelberg         | Altersheim               |      | I/P     | 7        | → Orgel     |
| 2007 | Dörflingen        | Reformierte Kirche       |      | II/P    | 14       | → Orgel     |
| 2008 | Niederrickenbach  | Klosterkirche            |      | II/P    | 14       | → Orgel     |
| 2009 | Luzern            | Matthäuskirche           |      | I       | 3        | → Orgel     |
| 2012 | Obbürgen          | St. Antonius von Padua   |      | II/P    | 18       | → Orgel     |
| 2016 | Rigi Kaltbad      | St.-Michaels-Kapelle     |      | II/P    | 9        | → Orgel     |